# 硫磺温泉镇
硫磺温泉镇（英語：Hot Sulphur Springs）是美国科罗拉多州格兰德县下属的一座法定城鎮（statutory town）。建市于1903年4月1日，面积大约为0.759平方英里（1.966平方公里）。根据2010年美国人口普查，该鎮有人口663人。2011年估计该鎮有人口651人，相比2010年人口增长率为-1.81%。同时，论人口该鎮是科罗拉多州第179大城市。